# Fluorure de lithium
Le fluorure de lithium est un composé inorganique de formule LiF. Il est notamment utilisé comme matériau pour fabriquer des prismes pour les spectrophotomètres. Il transmet les ultraviolets.

## Applications

### Précurseur de l'hexafluorophosphate de lithium pour les batteries
Le fluorure de lithium réagit avec le fluorure d'hydrogène (HF) et le pentachlorure de phosphore pour former de l'hexafluorophosphate de lithium Li[PF6], un ingrédient de l'électrolyte des batteries lithium-ion.

### Dans les sels fondus
Le fluor est produit par électrolyse du bifluorure de potassium fondu. Cette électrolyse se déroule plus efficacement lorsque l'électrolyte contient quelques pour cent de LiF, peut-être parce qu’elle facilite la formation d’une interface Li-C-F sur les électrodes de carbone. Un sel fondu utile, FLiNaK (en), se compose d’un mélange de LiF, ainsi que de fluorure de sodium et de fluorure de potassium. Le principal réfrigérant du réacteur expérimental à sels fondus était le FLiBe ; 2LiF·BeF2 (mélange 66 % molaire de LiF, 33 % molaire de BeF2).

### Optique
En raison de la large bande interdite du LiF, ses cristaux sont transparents au rayonnement ultraviolet de courte longueur d’onde, plus que tout autre matériau. Le LiF est donc utilisé dans les optiques spécialisées pour le spectre ultraviolet du vide (Voir aussi fluorure de magnésium). Le fluorure de lithium est également utilisé comme cristal diffractant en spectrométrie à rayons X.

### Détecteurs de rayonnements
Il est également utilisé comme moyen d'enregistrer l’exposition aux rayonnements ionisants des rayons gamma, des particules bêta et des neutrons (indirectement, à l'aide de la réaction nucléaire 6Li (n,alpha)) dans les dosimètres thermoluminescents. La nanopoudre de 6LiF enrichie à 96 % a été utilisée comme matériau de remplissage réactif aux neutrons pour les détecteurs de neutrons semi-conducteurs microstructurés (MSND).

### Réacteurs nucléaires à sels fondus
Le fluorure de lithium (hautement enrichi en l'isotope commun lithium 7) constitue le constituant de base du mélange de sels de fluorure préféré utilisé dans les réacteurs nucléaires à fluorure liquide. En règle générale, le fluorure de lithium est mélangé avec du fluorure de béryllium pour former un solvant de base (FLiBe), dans lequel des fluorures d’uranium et de thorium sont introduits. Le fluorure de lithium est exceptionnellement stable chimiquement et les mélanges LiF/BeF2 (FLiBe) ont des points de fusion bas (360 à 459 °C, soit 680 à 858 °F) et les meilleures propriétés neutroniques des combinaisons de sels de fluorure appropriées pour une utilisation en réacteur. Le MSRE a utilisé deux mélanges différents dans les deux circuits de refroidissement.

### Cathode pour PLED et OLED
Le fluorure de lithium est largement utilisé dans les PLED et les OLED comme couche de couplage pour améliorer l’injection d’électrons. L’épaisseur de la couche de LiF est généralement d’environ 1 nm. La constante diélectrique (ou permittivité relative, ε) de LiF est de 9,0.

## Occurrence naturelle
Le fluorure de lithium naturel est connu sous le nom de gricéite, un minéral extrêmement rare.